# Society for the Protection of Ancient Buildings
La Society for Protection of the Ancient Buildings (SPAB) – in Italiano "Società per la protezione degli edifici antichi" – è un'associazione nata nel Regno Unito il 22 marzo 1877, che vede William Morris nel ruolo di segretario oltre che fondatore. 
La società, ispirata nei suoi principi al pensiero di John Ruskin, si occupò nel XIX secolo della protezione dai restauri di molti edifici storici, tra i quali anche la Basilica di San Marco a Venezia. Secondo i soci della SPAB "restaurare" un edificio significava cancellarne il rapporto con il tempo, la storia. La prima azione fu opporsi a George Gilbert Scott, uno dei più importanti architetti e restauratori del Regno Unito dell'epoca vittoriana il quale intendeva porre mano con un intervento di "Gothic Revival" all'abbazia normanna di St. Mary the Virgin a Tewkesbury.  
La SPAB pubblicò un manifesto in cui si sosteneva la necessità di "conservare" gli edifici di qualsiasi epoca dandosi inoltre una missione educativa da perseguire tramite la divulgazione.